# جون پوینتر
جون پوینتر (انگلیسی: June Pointer؛ ۳۰ نوامبر ۱۹۵۳ – ۱۱ آوریل ۲۰۰۶) یک موسیقی‌دان اهل ایالات متحده آمریکا بود. وی بین سال‌های ۱۹۶۹ تا ۲۰۰۴ میلادی فعالیت می‌کرد.